# Gud är mitt ibland oss
Gud är mitt ibland oss eller med ett äldre namn Gud är här tillstädes är en psalm av Gerhard Tersteegen från 1729. Den utgörs av en sju strofer lång tillbedjan och har ofta använts som inledningspsalm, särskilt de två första stroferna. 
Psalmen nyöversattes 1931 till svenska av Maria Arosenius och denna version bearbetades av Natanael Beskow 1934 och ytterligare Torsten Fogelqvist 1936. Slutligen har den moderniserats av Britt G. Hallqvist 1983.
Melodin (2/2, 3/2, Bess-dur) är från Frankfurt am Main 1718. Psalmen har även sjungits till en melodi av Joachim Neander, samma som till Lina Sandells O du ärans konung.

## Publicerad i
- Andeliga Sånger och Werser 1806 som nr 815 med fyra verser under rubriken "Om Låf och Tacksägelse samt Guds Rilbedjande".
- Christlig Sångbok nr 5, utgiven av Peder Håkansson Syréen allmänt kallad Syréens Sångbok 1843. Första raden med den äldre inledningen Gud är här tillstädes
- Lilla Kempis under rubriken "Intrycket af Guds herrliga och kärliga närwarelse" som den sjunde Andliga Sången, 1876.
- Kyrklig sång 1928 nr 25 a) i Paul Nilssons översättning och nr 25 b) i Carl David af Wirséns översättning Herren är tillstädes.
- 1937 års psalmbok som nr 209 med titelraden Gud är här tillstädes under rubriken "Helg och gudstjänst".
- Den svenska psalmboken 1986 som nr 79 under rubriken "Helg och gudstjänst".
- Finlandssvenska psalmboken 1986 som nr 177 med titelraden "Herren Gud är nära" under rubriken "Kristi kyrka" .
- 2013 års Cecilia-psalmbok som nr 181 under rubriken "Söndag - gudstjänst".